# 1693
1693 (MDCXCIII) je bilo navadno leto, ki se je po gregorijanskem koledarju začelo na četrtek, po 10 dni počasnejšem julijanskem koledarju pa na nedeljo.

## Dogodki
- 11. januar - izbruh Etne povzroči uničujoč potres, ki prizadene dele Sicilije in Malte.
- 22. maj - vojska Ludvika XIV. zavzame Heidelberg in minira mestno utrdbo.
- v Ljubljani je ustanovljena Academia operosorum Labacensium.

## Rojstva
- 24. marec - John Harrison, angleški tesar, urar, izumitelj, († 1776)
- marec - James Bradley, angleški astronom († 1762)

## Smrti
- 31. avgust - Laurent Cassegrain, francoski duhovnik, optik (* 1629)
- 19. september - baron Janez Vajkard Valvasor, slovenski plemič, polihistor, zgodovinar, topograf, etnograf, risar (* 1641)
- - Bankei Jotaku, japonski zen budistični menih in učenjak (* 1622)